# ماركوس موريس (كرة سلة)
ماركوس موريس (بالإنجليزية: Marcus Morris)‏ مواليد 2 سبتمبر 1989 في فيلادلفيا، هو لاعب كرة سلة أمريكي بدأ مسيرته الاحترافية في سنة 2011 حيث تم اختياره من قبل فريق هيوستن روكتس خلال الدرافت يلعب مع فريق ديترويت بيستونز في الرابطة الوطنية لكرة السلة ويحمل الرقم 13. يبلغ طوله 6 قدم 9 بوصة (2.1 م).

## فرق لعب لها
- هيوستن روكتس
- فينيكس صنز
- ديترويت بيستونز

## إحصائيات المسيرة

### الرابطة الوطنية لكرة السلة

#### الموسم الاعتيادي
| السنة   | الفريق          | لعب | بدأ | دقيقة | ميداني% | ثلاثية | حرة  | ارتداد | صنع | استلاب | تصدي | نقطة |
| ------- | --------------- | --- | --- | ----- | ------- | ------ | ---- | ------ | --- | ------ | ---- | ---- |
| 2011–12 | هيوستن روكتس    | 17  | 0   | 7.4   | .296    | .118   | .750 | .9     | .2  | .1     | .1   | 2.4  |
| 2012–13 | هيوستن روكتس    | 54  | 17  | 21.4  | .428    | .381   | .653 | 4.1    | .9  | .5     | .3   | 8.6  |
| 2012–13 | فينيكس صنز      | 23  | 6   | 16.1  | .405    | .308   | .405 | 2.5    | .7  | .8     | .2   | 5.7  |
| 2013–14 | فينيكس صنز      | 82  | 1   | 22.0  | .442    | .381   | .761 | 3.9    | 1.1 | .9     | .2   | 9.7  |
| 2014–15 | فينيكس صنز      | 81  | 35  | 25.2  | .434    | .358   | .628 | 4.8    | 1.6 | .8     | .2   | 10.4 |
| 2015–16 | ديترويت بيستونز | 80  | 80  | 35.7  | .434    | .362   | .749 | 5.1    | 2.5 | .8     | .3   | 14.1 |
| المسيرة |                 | 337 | 139 | 24.8  | .431    | .363   | .699 | 4.2    | 1.4 | .7     | .2   | 10.1 |

## روابط خارجية
- ماركوس موريس على موقع إن بي أي (الإنجليزية)
- ماركوس موريس على موقع سبورتس رفرنس (الإنجليزية)
- ماركوس موريس على موقع كرة السلة الأوروبية.كوم (الإنجليزية)
- ماركوس موريس على موقع إي إس بي إن.كوم (الإنجليزية)
- ماركوس موريس على موقع كلية كرة السلة في سبورتس رفرنس.كوم (الإنجليزية)
- ماركوس موريس على موقع ريلجم (الإنجليزية)
- ماركوس موريس على موقع بروبوليرز (الإنجليزية)
- ماركوس موريس على موقع سبورتس رفرنس (الإنجليزية)